# Голгофский, Фёдор Иванович
Фёдор Иванович Голго́фский (1906—1975) — советский инженер-конструктор, лауреат Сталинской премии.

## Биография
Родился в 1906 году в семье инженера Ивана Александровича Голгофского (ум. 1959).
С 1928 года начальник механического цеха, с января 1931 года начальник ОТК, с 1935 года начальник цеха электроширпотреба московского Завода имени И. И. Лепсе (Электромоторный завод имени И. И. Лепсе, Завод № 266 им. И. И. Лепсе НКАП, МАП, Московский электромашиностроительный завод им. Лепсе).
С 22 марта по май 1941 года начальник ОКБ по морским машинам и умформерам.
С мая 1941 года главный конструктор по умформерам, генераторам и морским радиомашинам Завода имени И. И. Лепсе.
С 1946 по 1969 год первый начальник и главный конструктор ОКБ-140 (Агрегатное конструкторское бюро «Якорь») (производство авиационного электрооборудования).
С 1969 года на пенсии.
Похоронен на Новодевичьем кладбище (участок № 1, ряд 26а)
Жена — Голгофская Софья Григорьевна (1905—1981).

## Признание
- Сталинская премия третьей степени (1949) — за разработку малогабаритных электрических машин
- орден «Знак Почёта» (7.3.1943, по представлению Украинского штаба партизанского движения).